# Oskar Kloo
Karl Oskar Valdemar Kloo (i riksdagen kallad Kloo i Karlskrona), född 29 september 1867 i Karlskrona, död 25 januari 1949 i Karlskrona, var en svensk kamrer och riksdagspolitiker (socialdemokrat). Han var svärfar till Wilhelm Eurenius.
Kloo var ledamot av riksdagens andra kammare 1912–1914, 1915–1916 och från 1921, invald i Blekinge läns valkretsar. Han skrev 17 egna motioner, huvudsakligen understöd åt enskilda personer och om lokala om problem i Karlskrona med omnejd.